# Ивачево (Вологодская область)
Ивачево — деревня в Кадуйском районе Вологодской области.
Входит в состав Никольского сельского поселения (до 2015 года входила в Бойловское сельское поселение), с точки зрения административно-территориального деления — в Бойловский сельсовет.
Расположена на правом берегу реки Шухтовка. Расстояние по автодороге до районного центра Кадуя — 20 км, до центра сельсовета деревни Бойлово — 10 км. Ближайшие населённые пункты — Жуков Починок, Мыза, Нижний Починок, Горка.
По переписи 2002 года население — 31 человек (14 мужчин, 17 женщин). Преобладающая национальность — русские (94 %).